# Scared of Heights
Scared of Heights (isländska: Við förum hærra) är en låt av den isländska sångerskan Hera Björk. Den är skriven av  Ferras Alqaisi, Ásdís María Viðarsdóttir, Jaro Omar och Michael Burek. Låten släpptes den 28 januari 2024 och var det isländska bidraget i Eurovision Song Contest 2024 i Malmö.

## Eurovision Song Contest
Det isländska sändningsföretaget Ríkisútvarpið (RÚV) arrangerade tävlingen Söngvakeppnin 2024 för att välja ut Islands bidrag till Eurovision Song Contest 2024 i Malmö. "Scared of Heights" tillkännagavs officiellt att vara ett av bidragen till tävlingen den 27 januari 2024. Låten hade startnummer 5 i den andra semifinalen och lyckades kvalificera sig till finalen. I finalen som hölls den 2 mars 2024 lyckades låten få fler röster i den andra omgången än Bashar Murads "Wild West" och vinna tävlingen. "Scared of Heights" bekräftades vara Islands Eurovisionbidrag den 11 mars 2024.
Direkt efter tävlingen gjordes flera påståenden om röstfel och isländska tittare rapporterade på sociala medier att appen som användes för tittare i tv-omröstningen inte funkade under finalen. Påståendet avvisades senare av Vodafone Islands direktör för marknadsföring och kommunikation, Lilja Kristín Birgisdóttir. Den 3 mars vädjade en av låtskrivarna till "Wild West", Einar Hrafn Stefánsson, för en tredjepartsutredning av de påstådda röstfelen. Begäran beviljades efter att Ásdís María Viðarsdóttir, en av författarna till "Scared of Heights", uttalade sin avsikt att "klippa banden med låten" på grund av de påstådda felen den 9 mars.
"Scared of Heights" framfördes i den första semifinalen av Eurovision Song Contest 2024. Låten slutade på sista plats med 3 poäng, varav 2 poäng kom från Sverige och 1 poäng från Cypern.